# Жежусня
Жежу́сня (пол. Rzeżuśnia) — село в Польше в сельской гмине Голча Мехувского повета Малопольского воеводства.
Село располагается в 3 км от административного центра гмины села Голча, в 6 км от административного центра повета города Мехув и в 31 км от административного центра воеводства города Краков. Через село протекает река Голчанка, которая является притоком реки Шренява.
До 1954 года Жежусня была административным центром одноимённой сельской гмины. В 1975—1998 годах село входило в состав Краковского воеводства.